# Piper pykarahense
Piper pykarahense är en pepparväxtart som beskrevs av C. Dc.. Piper pykarahense ingår i släktet Piper och familjen pepparväxter. Inga underarter finns listade i Catalogue of Life.